# Eduardo Halfon
 (août 2020).
Si vous disposez d'ouvrages ou d'articles de référence ou si vous connaissez des sites web de qualité traitant du thème abordé ici, merci de compléter l'article en donnant les références utiles à sa vérifiabilité et en les liant à la section « Notes et références ».
Pour les articles homonymes, voir Halfon.
Eduardo Halfon Tenenbaum, né le 20 août 1971 à Guatemala, est un écrivain guatémaltèque.

## Biographie
Eduardo Halfon naît à Guatemala dans une famille juive d'ascendance séfarade du côté de son père (Liban et Égypte) et ashkénaze-séfarade du côté de sa mère (Pologne et Syrie)[réf. nécessaire], qui déménage au Nebraska aux États-Unis alors qu'il n'a que 10 ans. Il fait des études supérieures de génie industriel à l'Université d'État de Caroline du Nord. Il décide ensuite de se réorienter en littérature. Pendant huit ans, il est professeur de littérature à l'Université Francisco Marroquín (Guatemala). Il vit aujourd'hui au Paris.
En 2003, Saturne (Esto no es una pipa, réédité sous le titre Saturno), son premier roman, raconte le suicide du peintre franco-guatémaltèque de 23 ans Carlos Valenti. En 2010, le roman La Pirouette (La pirueta) lui vaut le prix José-María-de-Pereda du court roman. En 2014, Monastère (Monasterio) est un roman semi-autobiographique qui raconte le périple d'Eduardo et de son frère qui, depuis le Guatemala et par devoir familial, se rendent à Tel Aviv-Jaffa pour assister au mariage de leur sœur cadette avec un juif orthodoxe originaire de Brooklyn.
Il est boursier de la fondation Guggenheim en 2011.
En France, il reçoit le prix Roger-Caillois 2015 de littérature latino-américaine, le prix du Meilleur Livre étranger 2018 pour Deuils (Duelo) et le prix Médicis étranger 2024 pourTarentule (Tarántula).
Ses œuvres sont traduites en anglais, portugais, allemand, néerlandais, italien, croate, japonais et français.

## Œuvres

### Romans
- Esto no es una pipa (2003), court roman réédité en 2007 sous le titre Saturno Publié en français sous le titre Saturne, traduit par Françoise Garnier, édition bilingue, Saint-Nazaire, MEET, coll. « Les bilingues », 2011  (ISBN 978-2-911686-72-6)
- De cabo roto (2003)
- El ángel literario (2004)
- La pirueta (2010) Publié en français sous le titre La Pirouette, traduit par Albert Bensoussan, Paris, Quai Voltaire, 2013  (ISBN 978-2-7103-6974-5)
- Monasterio (2014) Publié en français sous le titre Monastère, traduit par Albert Bensoussan, Paris, Quai Voltaire, 2014  (ISBN 978-2-7103-7083-3) ; réédition, Paris, LGF, coll. « Le Livre de poche » no 35061, 2018  (ISBN 978-2-253-07100-6)
- Duelo (2017) Publié en français sous le titre Deuils, traduit par David Fauquemberg, Paris, Quai Voltaire, 2018  (ISBN 978-2-7103-8391-8) ; réédition, Paris, Le Livre de poche, coll. « Biblio » no 35616, 2020  (ISBN 978-2-253-23773-0)
- Canción (2021) Publié en français sous le titre Canción, traduit par David Fauquemberg, Paris, Quai Voltaire, 2021  (ISBN 979-10-371-0754-1)
- Tarántula (2024) Publié en français sous le titre Tarentule, traduit par David Fauquemberg, Paris, Quai Voltaire, 2024  (ISBN 979-1-0371-1346-7)

### Recueils de nouvelles
- Clases de dibujo (2007)
- Siete minutos de desasosiego (2007)
- Clases de hebreo (2008)
- El boxeador polaco (2008) Publié en français sous le titre Le Boxeur polonais, traduit par Albert Bensoussan, Paris, Quai Voltaire, 2015  (ISBN 978-2-7103-7561-6) ; réédition dans un volume incluant Signor Hoffman, Paris, Le Livre de poche, coll. « Biblio » no 36542, 2022  (ISBN 978-2-253-93611-4)
- Morirse un poco (2009)
- Mañana nunca lo hablamos (2011)
- Elocuencias de un tartamudo (2012)
- Signor Hoffmann (2015) Publié en français sous le titre Signor Hoffmann, traduit par Albert Bensoussan, Paris, Quai Voltaire, 2015  (ISBN 978-2-7103-7616-3) ; réédition dans un volume incluant Le Boxeur polonais, Paris, Le Livre de poche, coll. « Biblio » no 36542, 2022  (ISBN 978-2-253-93611-4)
- Un hijo cualquiera (2022) Publié en français sous le titre Un fils comme un autre, traduit par David Fauquemberg, Paris, Quai Voltaire, 2022  (ISBN 979-10-371-1046-6)

### Ouvrage de littérature d'enfance et de jeunesse
- Los tragadores de cosas bonitas (2013), illustrations par María Lavezzi

### Traduction française d'une nouvelle dans une anthologie
- « Lointain », traduction de Serge Mestre de « Lejano », extrait de Le Boxeur polonais (El boxeador polaco), in Les Bonnes Nouvelles de l'Amérique latine, Paris, Gallimard, coll. « Du monde entier », 2010  (ISBN 978-2-07-012942-3)